# صابرين ماماي
صابرين ماماي (من مواليد 17 فبراير 1991) هي لاعبة كرة قدم تونسية تلعب كلاعب خط وسط لنادي العين الإماراتي والمنتخب التونسي للسيدات و المنتخب الإماراتي للسيدات.

## مسيرتها مع الأندية
لعبت ماماي في كندا لصالح فريق أميرال مدينة كيبيك في عام 2012م, وفي الإمارات العربية المتحدة لصالح نادي أبو ظبي الرياضي بين عامي 2014 و2016, وفي لبنان لصالح فريق أوبيروتوس في عام 2017م  غادرت لبنان بعد خلافات وسوء معاملة من قبل المدرب الرئيسي.
ثم لعبت لنادي العين في دولة الإمارات العربية المتحدة.

## المسية الدولية
مثلت ماماي تونس دوليا على مستوى عالي منذ عام 2006م  حيث لعبت لهم خلال بطولة أفريقيا للسيدات 2008م.

## الإحصائيات

### الأهداف الدولية
المشاركات مع المنتخب التونسي
| رقم المشاركة | التاريخ        | الملعب                                           | الخصم                    | نتيجة | نتيجة | مسابقة                                  | المرجع. |
| ------------ | -------------- | ------------------------------------------------ | ------------------------ | ----- | ----- | --------------------------------------- | ------- |
| 1            | 22 نوفمبر 2008 | ملعب مالابو , مالابو , غينيا الاستوائية          | غانا                     | 1–0   | 2–3   | بطولة أفريقيا للسيدات 2008              | [ 7 ]   |
| 2            | 6 نوفمبر 2009  | ملعب المنزه , تونس العاصمة , تونس                | مصر                      | 5–1   | 6–2   | بطولة اتحاد شمال أفريقيا للسيدات 2009   |         |
| 3            | 19 مارس 2016   | ملعب واد الليل , واد الليل , تونس                | بوركينا فاسو             | 1–0   | 2–0   | تصفيات كأس الأمم الأفريقية للسيدات 2016 |         |
| 4            | 6 أكتوبر 2021  | ملعب ذياب عوانة , دبي , الإمارات العربية المتحدة | الإمارات العربية المتحدة | 1–0   | 4–0   | ودي                                     |         |

قائمة النتائج والنتائج حصيلة أهداف الإمارات العربية المتحدة أولاً
المشاركات مع المنتخب الإماراتي
| رقم المشاركة | تاريخ         | مكان                                                    | الخصم | نتيجة | نتيجة | مسابقة                                       | المرجع. |
| ------------ | ------------- | ------------------------------------------------------- | ----- | ----- | ----- | -------------------------------------------- | ------- |
| 1            | 6 أكتوبر 2011 | استاد زايد بن سلطان , أبوظبي , الإمارات العربية المتحدة | إيران | 1–1   | 1–4   | بطولة اتحاد غرب آسيا لكرة القدم للسيدات 2011 | [ 8 ]   |

## أنظر أيضا
- قائمة اللاعبين الدوليين التونسيين الأكثر ظهورا

## روابط خارجية
- صابرين ماماي  على فيسبوك.

- صابرين ماماي على إنستغرام